# Telacanthura
Telacanthura is een geslacht van vogels uit de familie gierzwaluwen (Apodidae).

## Soorten
Het geslacht kent de volgende soorten:
- Telacanthura melanopygia  – Iturigierzwaluw
- Telacanthura ussheri  – Baobabgierzwaluw